# Ernest Salu

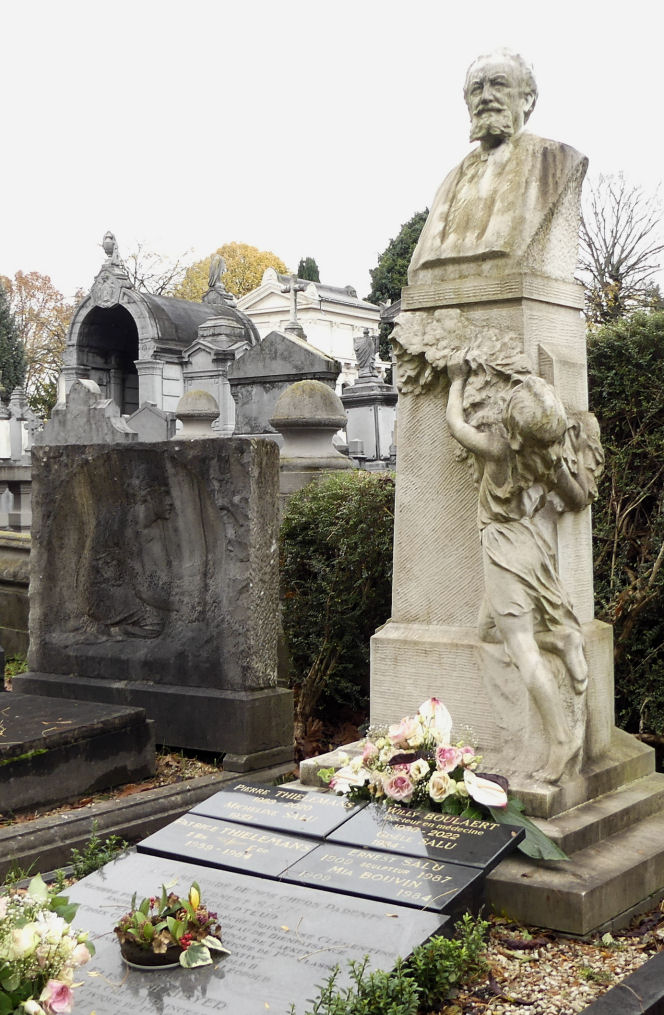
Tombe avec buste d'Ernest Salu, Laken:

Ernest Salu est le nom porté par trois tailleurs de pierre et sculpteurs bruxellois. Leur nom reste en particulier attaché aux sépultures de nombreuses personnalités belges.
- Ernest Joseph Victor Salu (1846-1923[1])[2]
  - Ernest Salu II (1885-1980), fils du précédent
    - Ernest Salu III (1909-1987), fils du précédent

L'atelier familial, créé en 1872, était situé à côté du cimetière de Laeken (parvis Notre-Dame, n° 16) a essentiellement produit des sculptures funéraires.  Les lieux sont aujourd'hui occupés par un musée de l'art funéraire.
Une rue porte leur nom à Laeken et à Jette.

## Œuvres connues

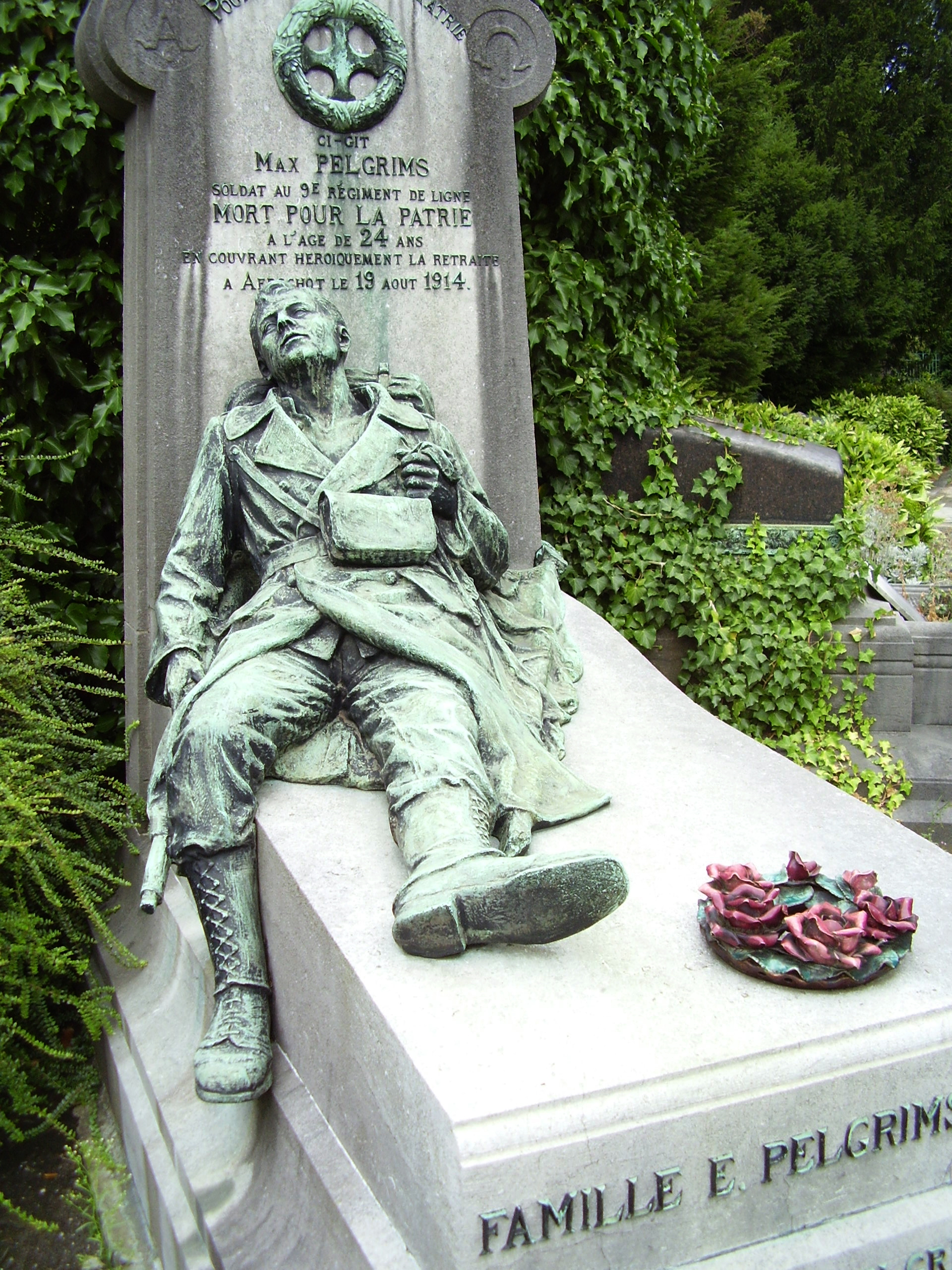
Sépulture de Max Pelgrims

NB. L'homonymie et l'absence de catalogue systématique rend difficile l'attribution individualisée.
- 1914, sépulture de Max Pelgrims (1890-1914), cimetière de Laeken [3]
- 1921, sépulture de Georges de Ro, cimetière de Laeken, classée en 1994[4]. Il s'agit d'un socle de granit, surmonté d'un groupe en marbre blanc, intitulé Début et fin est d'Isidoor De Rudder et représente les trois étapes de la vie : une vieille femme décharnée avec un jeune enfant et une jeune fille[5].
- 1895, sépulture d'Alphonse Balat, cimetière de Laeken.
- Monument de la famille Jean De Maerschalck au cimetière de Molenbeek-Saint-Jean, avenue 2.
- 1932, sépulture d'Émile Bockstael, cimetière de Laeken[6].
- Ernest Salu (sculpt.), Jean Rombaux (arch.), Fontaine Bockstael, composée d'un buste en marbre blanc et 3 stèles de pierre bleue et deux mascarons en tête de lion en guise de déversoirs, 1929-1932, Laeken, square Princesse Clémentine[7].

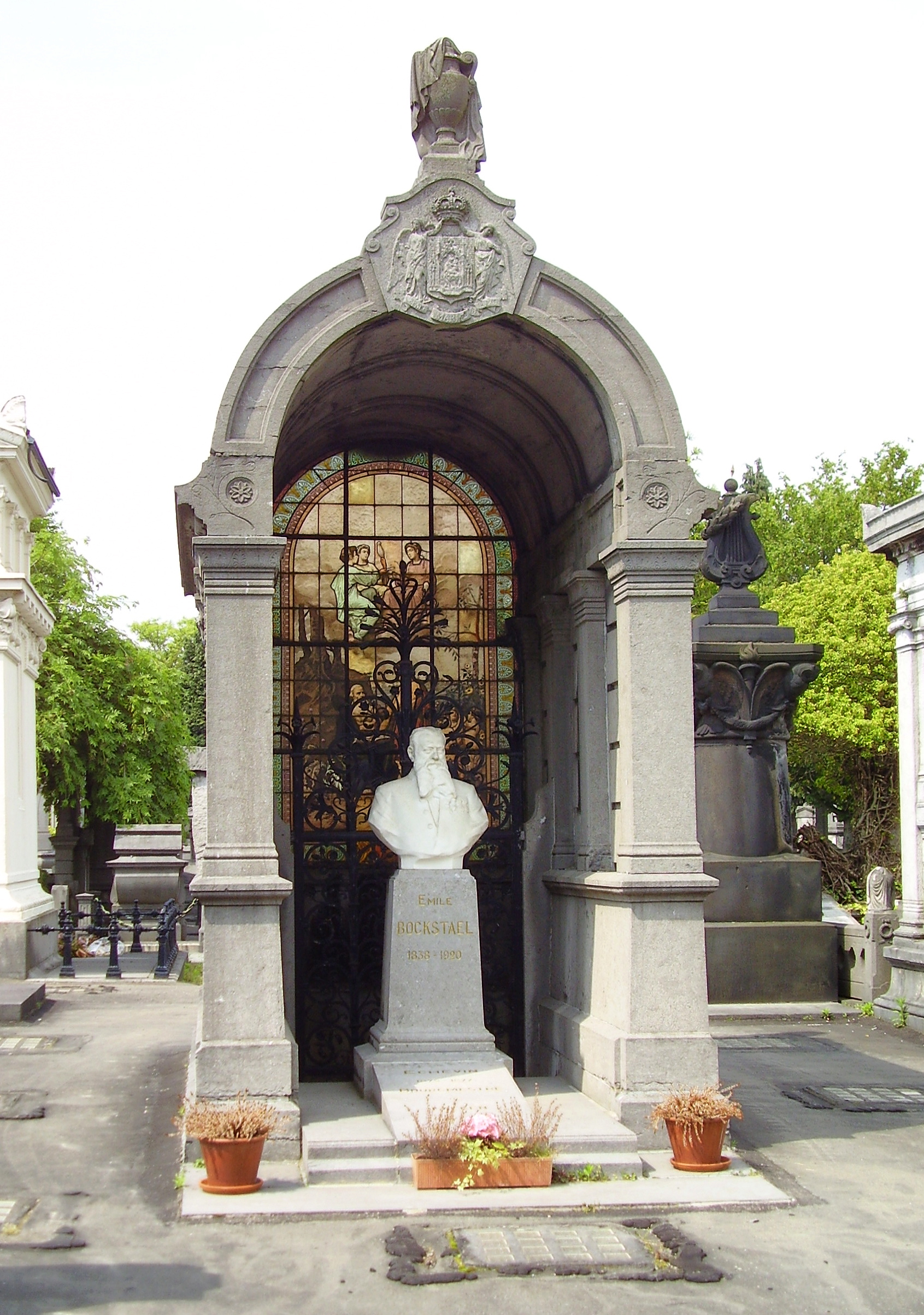
Sépulture d'Émile Bockstael